# Стефаново (Мазовецьке воєводство)
Стефаново (пол. Stefanowo) — село в Польщі, у гміні Лешноволя Пясечинського повіту Мазовецького воєводства.
Населення — 500 осіб (2011).
У 1975-1998 роках село належало до Варшавського воєводства.

## Демографія
Демографічна структура станом на 31 березня 2011 року:
|          | Загалом | Допрацездатний вік | Працездатний вік | Постпрацездатний вік |
| -------- | ------- | ------------------ | ---------------- | -------------------- |
| Чоловіки | 246     | 55                 | 169              | 22                   |
| Жінки    | 254     | 68                 | 151              | 35                   |
| Разом    | 500     | 123                | 320              | 57                   |